# Кухарич, Франьо
Франьо Кухарич (хорв. Franjo Kuharić; 15 апреля 1919, Прибич, королевство сербов, хорватов и словенцев — 8 марта 2002, Загреб, Хорватия) — хорватский кардинал. Титулярный епископ Меты и вспомогательный епископ Загреба с 15 февраля 1964 по 16 июня 1970. Архиепископ Загреба с 16 июня 1970 по 5 июля 1997. Кардинал-священник с титулом церкви Сан-Джироламо-деи-Кроати со 2 февраля 1983.

## Биография
Родился 5 апреля 1919 года в маленькой деревне Прибич в 50 км к юго-западу от Загреба (община Крашич, Загребская жупания). 15 июля 1945 года рукоположен в священники. 15 февраля 1964 года был назначен титулярным епископом Меты и епископом-помощником Загребского архиепископа. Епископская хиротония состоялась 3 мая 1964 года. Главным консекратором на ней был архиепископ Загреба, кардинал Франьо Шепер. Епископским лозунгом Франьо Кухарич избрал фразу «Deus Caritas Est» (Бог есть любовь).
В 1969 году кардинал Шепер был назначен префектом Священной Конгрегации доктрины веры, переехал в Ватикан и оставил загребскую кафедру. 16 июня 1970 года Кухарич стал его преемником на посту архиепископа-митрополита Загреба и примаса Хорватии, 2 февраля 1983 года папой Иоанном Павлом II был назначен кардиналом с титулом церкви Сан-Джироламо-деи-Кроати. С 1992 по 1997 года возглавлял конференцию католических епископов Хорватии.
5 июля 1997 года в возрасте 78 лет по причине плохого здоровья ушёл в отставку с поста архиепископа, его преемником стал Йосип Бозанич. В 1998 году был награждён Орденом Королевы Елены, высшей хорватской наградой, которую может получить не глава государства. В том же году был удостоен ордена Утренней звезды с ликом Катарины Зринской и хорватской медалью Благодарности Родины.
Франьо Кухарич умер 11 марта 2002 года.